# Mary Quant

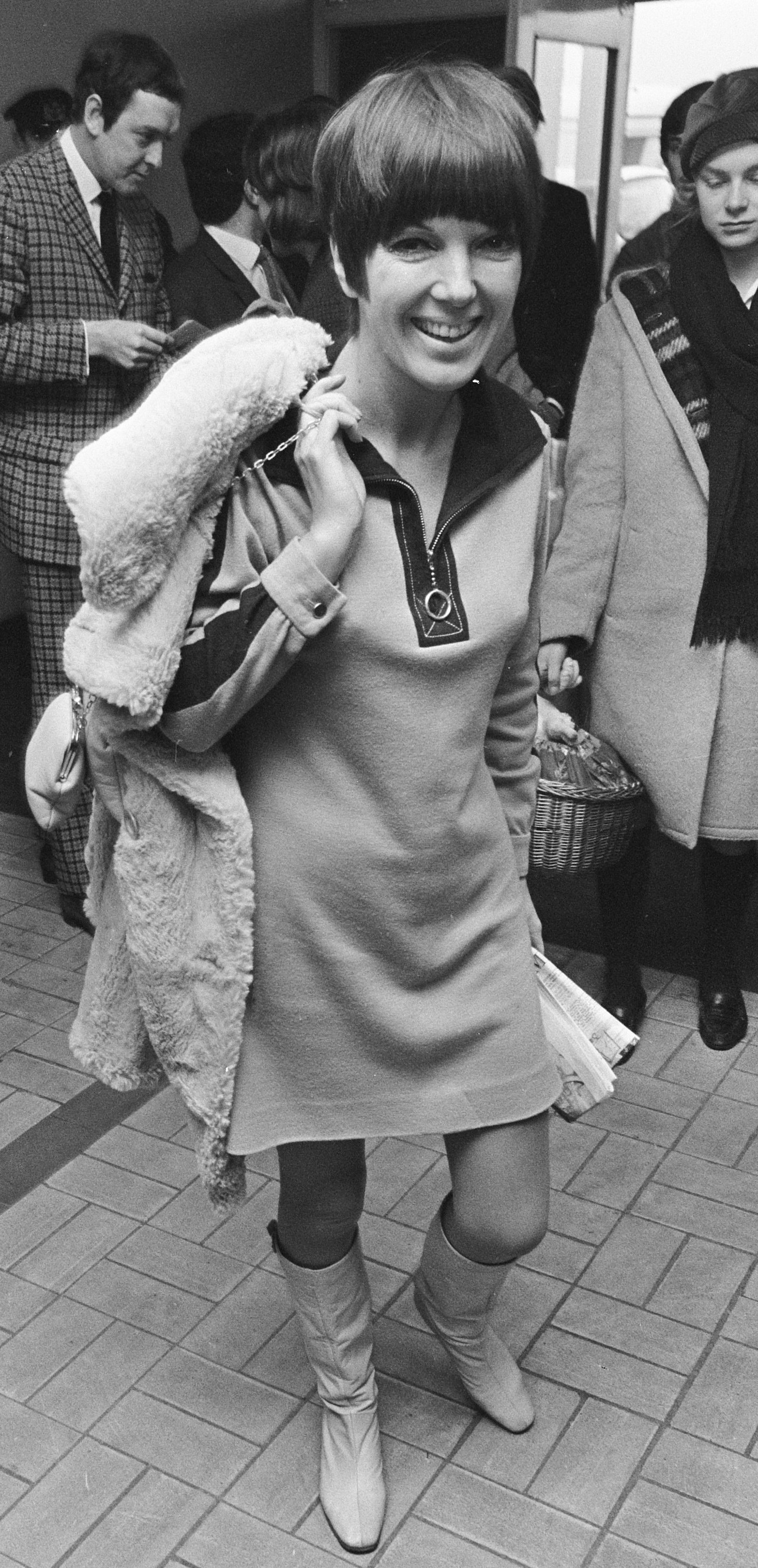
Mary Quant im selbstentworfenen Minikleid, 1966

Dame Barbara Mary Quant, CH, DBE (* 11. Februar 1930 in Blackheath, Kent, England; † 13. April 2023 in Farley Green, Surrey) war eine britische Modedesignerin. Sie gilt als die Erfinderin des Minirocks.

## Leben
Quants Eltern, John Henry Quant und Mildred Gwen Quant (geb. Jones), waren Lehrer aus Wales. Tochter Mary belegte am Goldsmith’s College of Art den Studiengang zur Kunstlehrerin. Sie lernte nebenbei Schnittmuster zu entwerfen  und arbeitete danach  für den  Modisten Erik. 1955 eröffnete sie zusammen mit ihrem späteren Mann Alexander Plunket Greene (1932–1990) und einem Freund, Archie McNair, die Boutique Bazaar im Markham House an der King’s Road, im Londoner Stadtteil Chelsea. Sie verkaufte nicht nur Kleider, sie entwarf bald eigene Modelle. Eine zweite Boutique wurde in Knightsbridge eröffnet. 1963 lancierte sie eine billigere Zweitmarke, Ginger Group. Sie entwarf damals auch Kleidung für J. C. Penney, die größte Ladenkette in den USA.

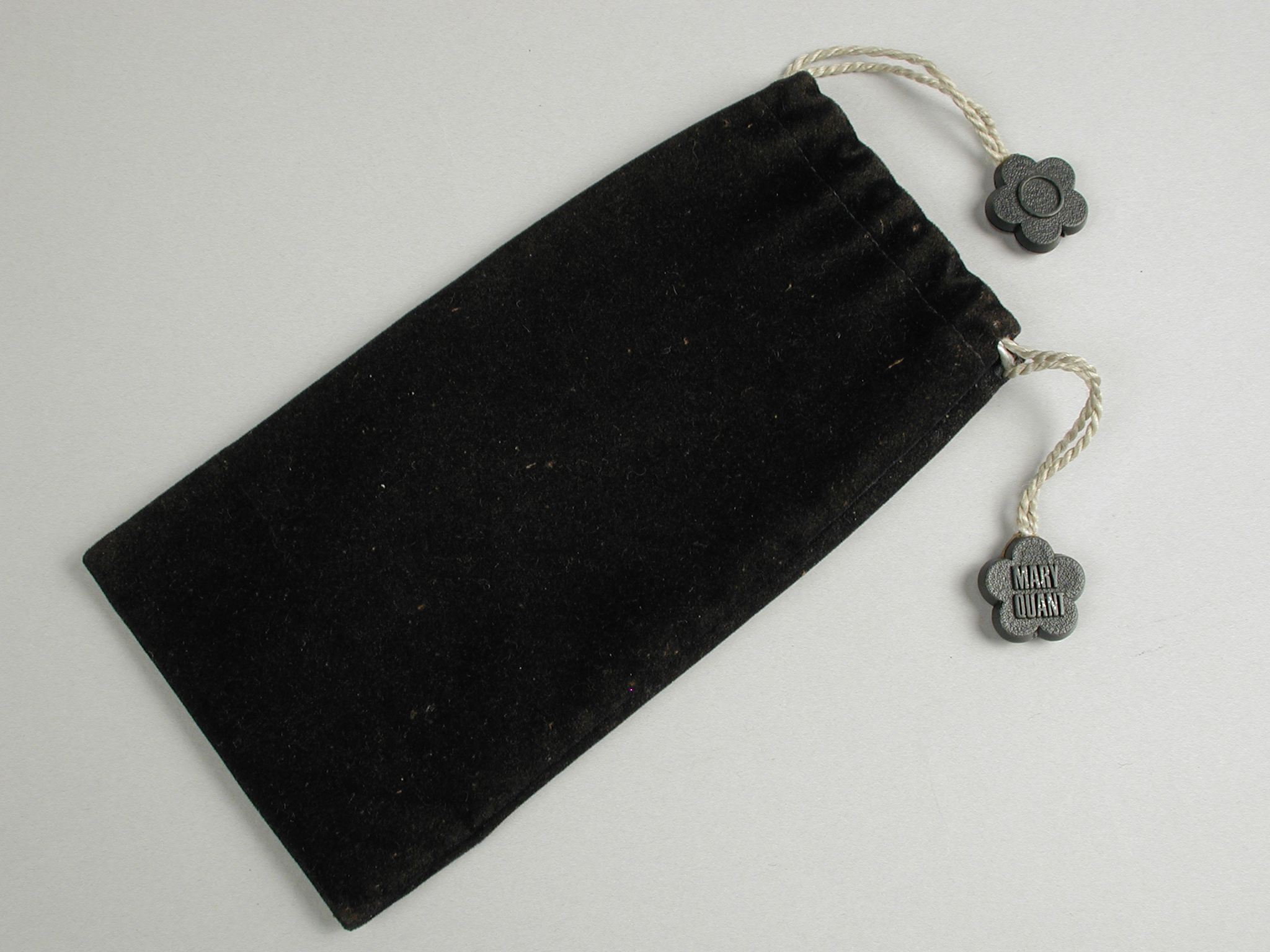
Brillenetui aus schwarzem Velours, Zugbandverschluss mit „Mary-Quant“-beschrifteten Plastikblumen-Zugknöpfen, Stichting Historisches Kostümmmuseum, Museum Rotterdam

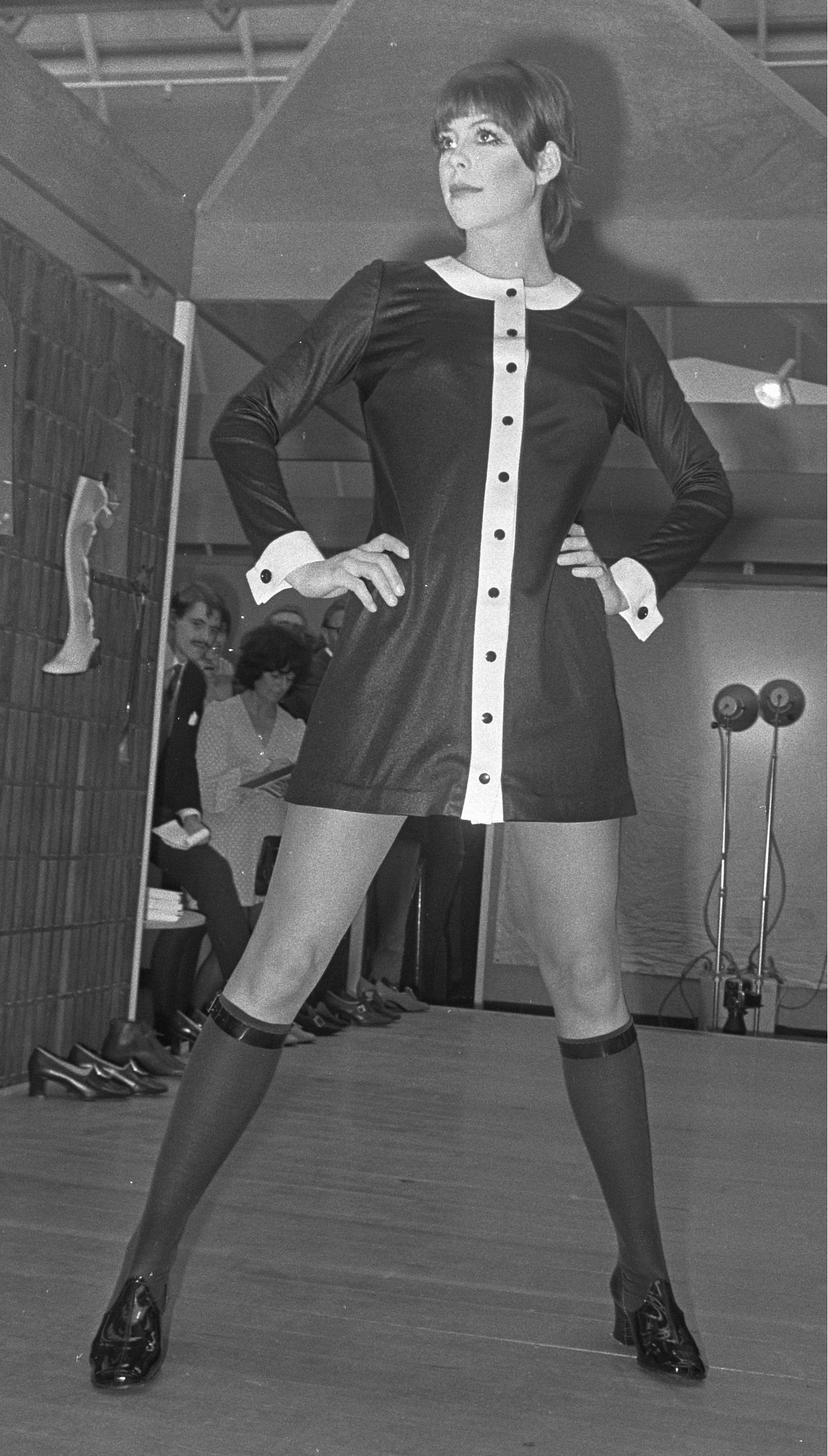
Mikro-Minikleid namens „Diabolo“, Modeschau von Mary Quant in Utrecht, 24. März 1969

Als Quants bedeutendste Kreation gilt der Minirock, zu dessen Erfindern man aber auch John Bates und André Courrèges zählt. Die Erfindung der passenden gemusterten und farbigen Strumpfhosen (tights) machen ihr John Bates und Cristóbal Balenciaga streitig. Quant benannte den Mini angeblich nach dem Auto. Sie kreierte auch einen Regenmantel und flache Stiefel aus PVC, einem Material, das man bis dahin nur als Bodenbelag oder als Tischdecke verwendet hatte. Ihre PVC-Mode, die Wet Collection, wurde in ihrer ersten Pariser Show 1963 vorgestellt.  Quant startete 1965 ihre erste zweiwöchige Amerika-Tournee, auf der eigene Models ihre Mode in zwölf Städten vorführten. 1966 wurde ihr von Königin Elisabeth II. der Order of the British Empire der Stufe Officer verliehen. Mit der Neujahrsliste der Königin wurde sie 2015 zur Dame Commander (DBE) ernannt.
Das Model  Twiggy machte den Mini-Look Ende der 1960er Jahre zum Markenzeichen einer Generation. Twiggy kreierte durch ihre extreme Figur und eine geometrisch glatt geschnittene Föhnfrisur einen neuen, kindlichen Frauentyp.
1974 zeigte das London Museum die Retrospektive Mary Quant’s London.
Im Jahr 2000 zog Quant sich aus dem Modegeschäft zurück, die Firma Mary Quant Ltd. wurde von japanischen Eignern übernommen.
Quant starb am 13. April 2023 in ihrem Haus in Surrey.

## Werke

### Düfte
- 1967: A.M.
- 1967: P.M.
- 1974: Havoc
- 1980: Quant by Quant
- 1981: Mary Quant
- 2000: Love Struck
- 2001: Courage
- 2002: Love Token
- 2003: High Flyer
- 2004: Pure Mischief
- 2012: Special Recipe Solid Perfume

### Puppen
- 1973: Daisy

### Schriften
- Quant by Quant. Putnam, 1966. Nachdruck: Cedric Chivers, Bath 1974.
- Colour by Quant. Octopus, London 1984.
- Quant on Make-up. 1986.
- Classic Make-up and Beauty Book. 1999.
- Mary Quant: Autobiography. Headline, London 2012.

## Auszeichnungen
- 1963: Dress of the Year Award
- 1966: Officer of the Order of the British Empire (OBE)
- 1990: Hall of Fame Award of the British Fashion Council
- 2006: Ehrendoktor der Heriot-Watt University
- 2015: Dame Commander of the Order of the British Empire (DBE)
- 2022: Mitglied des Order of the Companions of Honour (CH)
- Fellow der Chartered Society of Designers (FCSD)
- Royal Designers for Industry (RDI)